# Wilhelminabrug ('s-Hertogenbosch)
De Wilhelminabrug is een brug over de Dommel in de binnenstad van 's-Hertogenbosch. Het verbindt de Uilenburg met Het Zand.

## Drie bruggen
De eerste Wilhelminabrug werd gebouwd nadat in 1874 een aantal werken van de vestingwerken afgebroken mocht worden, omdat het wetsvoorstel van August Willem Philip Weitzel werd aangenomen. De stad was hiermee in 1890 mee klaar. De brug werd gebouwd, opdat er een weg naar het Station 's-Hertogenbosch vanuit de binnenstad was. De huidige Visstraat werd een doorgaande weg, die tot deze tijd nog een plein was. Ook werd er een Rondeel voor deze brug opgeofferd. De brug kreeg toen de naam Stationsbrug. De eerste brug werd in 1875 gebouwd.
In 1923 werd de brug vervangen door een tweede brug. In 1944 was de Wilhelminabrug de plaats waar hevig gevochten werd. Bosschenaar Piet Kerssens loodste de Welsh Division door de stad naar het station, waar de Duitse bezetters een hardnekkige verdediging hadden. Toen Piet een gewonde uit de vuurlinie wilde slepen, raakte hij zelf ook zwaargewond en hij stierf een dag later. Zijn naam wordt op een gedenksteen in ere gehouden. De brug werd zwaar beschadigd en moest ook weer vervangen worden. Maar enkele van Hildo Krops beeldhouwwerken zijn bewaard gebleven en her en der over de stad verspreid nog steeds te bewonderen, zoals bijvoorbeeld het ruiterstandbeeld van keizer Maximiliaan bij de Hekellaan.
De derde brug die de naam Wilhelminabrug kreeg, kwam in 1954 gereed.
Op de derde brug zijn kunstwerken aangebracht van Frans van der Burgt. Deze kunstwerken zijn vervaardigd op de twee pilaren op de brug:

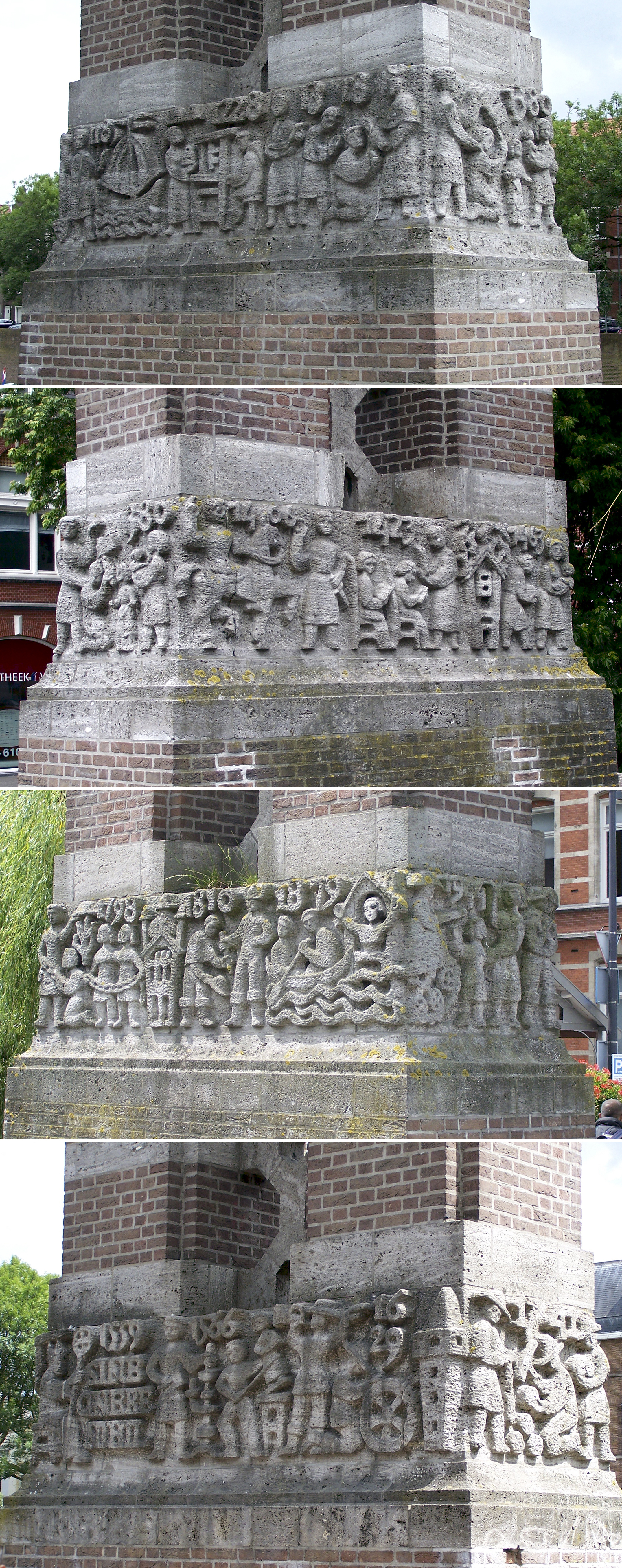

Vanuit de Visstraat gezien de rechter pilaar:
- 1185: De stichting van de stad, uitgebeeld door hertog Hendrik I van Brabant en een schip, duidend op de handelsfunctie.
- 1228: De minderbroeders vestigen zich op het terrein op de Markt, hen geschonken door de hertog.
- 1318: De statuten van de Zwanenbroeders worden op dit reliëf uitgereikt door de bisschop van Luik, Adolf van der Mark, en een lid van de broederschap.
- 1380: Het mirakelbeeld van Onze Lieve Vrouw van 's-Hertogenbosch werd in de bouwloodsen van de Sint-Janskathedraal gevonden. Uitgebeeld is het moment waarop de loodsmeester de knecht ervan weerhoudt het beeld stuk te slaan om er brandhout van te maken. Rechts staat nog een figuur, waarschijnlijk broeder Woutken met het gevonden Jezusbeeld in zijn armen.
- 1406: De Blijde Imcomste van hertog Antoon van Bourgondië wordt uitgebeeld door een ruiterfiguur, de hertog, en een staande figuur, voorstellende het stadsbestuur, die elkaar wederzijdse trouw zweren.
- 1423: Afgebeeld staat het lesgeven door de broeders van het Gemene Leven, die zich omstreeks die tijd in 's-Hertogenbosch vestigden. Zij hielden zich hier echter nooit daadwerkelijk met het onderwijs bezig, maar verschaften onderdak aan leerlingen.
- 1463: In dat jaar woedde er een grote stadsbrand, die vele huizen in de as legde, waardoor velen dakloos werden. Dit wordt uitgebeeld door een brandend huis en twee vluchtende figuren, een met een kind en een andere met goederen.
- 1484: Afgebeeld staat het moment waarop keizer Maximiliaan zijn zoon Filips de Schone de ridderslag geeft bij gelegenheid van het veertiende kapittel van het Gulden Vlies. Dit is een foutief jaartal, in werkelijkheid vond dit plaats in 1481.

Op de linkerpilaar gezien vanuit de Visstraat:
- 1559: 's-Hertogenbosch werd bisschopsstad, uitgebeeld door de figuur van de bisschop en de wapenspreuk van de eerste bisschop Franciscus Sonnius.
- 1566: De beeldenstorm, die grote schade veroorzaakte aan kerken en kloosters.
- 1629: De onneembaar geachte moerasdraak werd door Frederik Hendrik van Oranje ingenomen bij het Beleg van 's-Hertogenbosch, mogelijk gemaakt door het droogleggen van de stad door de aanleg van dijken, zodat loopgraven konden worden gemaakt.
- 1741: Het Bossche stadsbestuur kreeg toestemming met eigen financiële middelen een steenweg naar Luik aan te leggen.
- 1798: Een staande vrouwenfiguur en twee meisjes houden een slinger vast, een vierde figuurtje knielt; verder is de vrijheidsboom zichtbaar: de Bataafse Republiek had een wettige regering en Staats-Brabant was niet langer één der Generaliteitslanden en Bataafs-Brabant ontstond.
- 1810: Napoleon Bonaparte gaf de katholieken de Sint-Janskathedraal terug.
- 1879: Hier is de laatste grote overstroming afgebeeld: twee figuren in een bootje en een derde roept om hulp vanuit een huis dat half onder water staat.
- 1944: Een Engelse soldaat in een tank wordt verwelkomd door een wuivende vrouw met kind. Een Duitse soldaat met hakenkruis sluipt heimelijk weg, voorstellende de bevrijding van de stad tijdens de Tweede Wereldoorlog. De gevechten die hiermee gepaard gingen waren er tevens de oorzaak van dat er een nieuwe Wilhelminabrug gebouwd moest worden.